# 井原里站
井原里站（日语：／ Iharanosato eki */?）是南海電氣鐵道（南海電鐵）的鐵路車站，位於大阪府泉佐野市。

## 歷史
- 1952年（昭和27年）4月1日 - 此站啟用。

## 車站構造
對向式月台2面2線的地面車站。站舍位於難波方向月台近難波站一側，和歌山市方向月台需跨過站內平交道。設有廁所。

### 月台配置
| 月台 | 路線   | 方向 | 目的地                              |
| ---- | ------ | ---- | ----------------------------------- |
| 1    | 南海線 | 下行 | 和歌山市方向 （機場線）關西機場方向 |
| 2    | 南海線 | 上行 | 難波方向                            |

## 相鄰車站
南海電氣鐵道
南海本線
■特急南方、■急行、■機場急行、■區間急行
通過
■準急（只限往難波運行）、■普通
鶴原（NK28）－井原里（NK29）－泉佐野（NK30）

## 外部連結
- 井原里 - 南海電氣鐵道